# 月城慶一
月城 慶一（つきしろ けいいち、1965年5月 - ）は、日本の義肢装具士。広島国際大学総合リハビリテーション学部教授。

## 人物・来歴
京都府京都市出身。1988年国立障害者リハビリテーションセンター学院卒業。ドイツ義肢装具マイスター養成校（トンレトムント）卒業。2007年工学院大学大学院工学研究科修士課程修了。新潟医療福祉大学准教授を経て2015年4月から現職。
パラリンピックに修理スタッフとして参加しており、義肢装具や車いすなどのメンテナンス業務を担う。

## 訳書
- 観察による歩行分析（医学書院、2005年6月1日）